# جین کوتو
جین کوتو (انگلیسی: Jean Coutu) شرکت داروسازی کانادایی است، که در سال ۱۹۶۹ تأسیس شد.